# Олкен, Генри

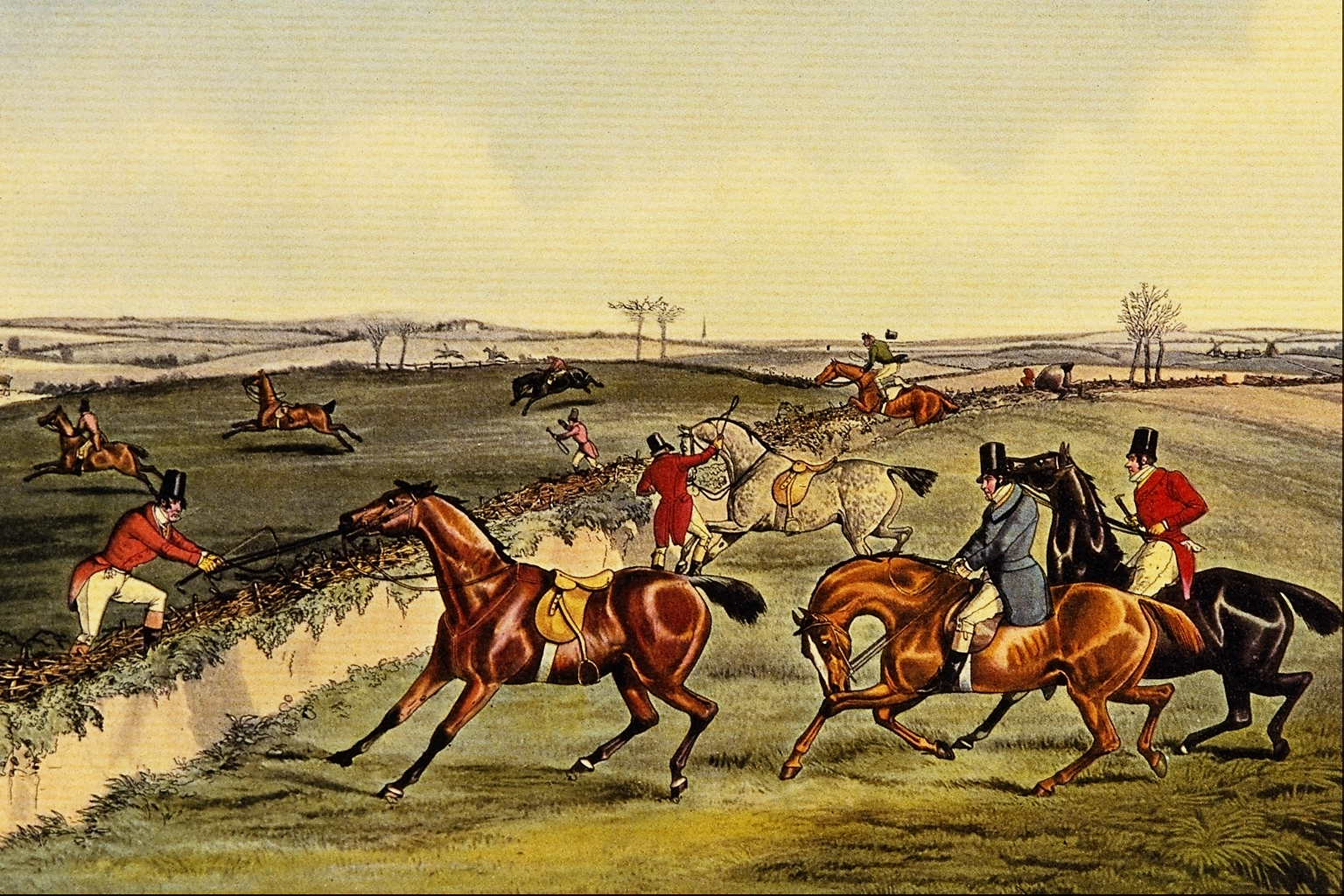
To the Craners of England

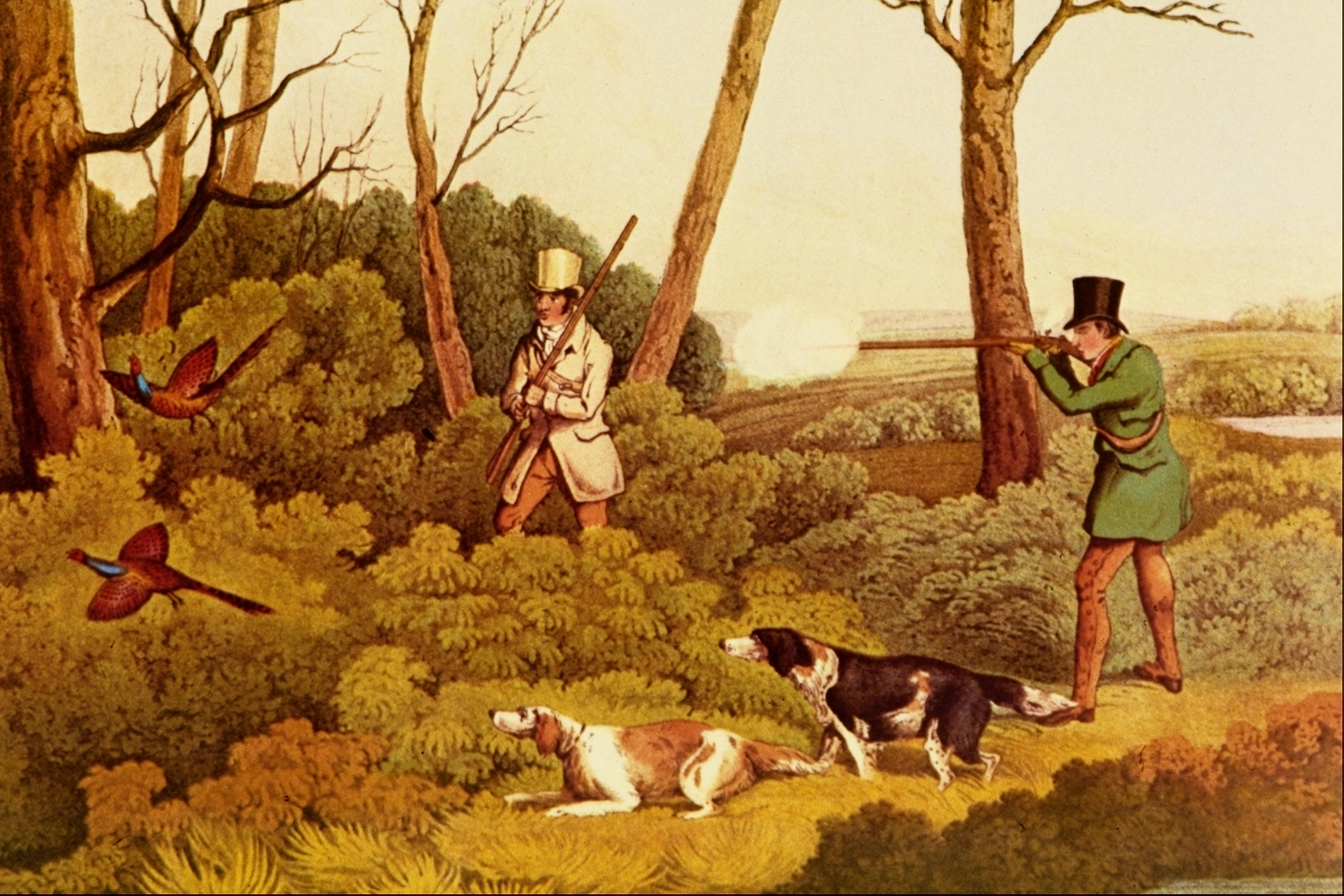
Выстрел в фазана

Генри Томас Олкен (англ. Henry Thomas Alken; 12 октября 1785, Сохо, Лондон — 7 апреля 1851, там же) — английский художник, карикатурист, иллюстратор и гравёр.

## Биография
Самый известный представитель семьи английского художника Сэмюеля Олкена. Был младшим сыном в семье Олкена. Два его старших брата — Джордж и Сэмюель Генри, также были художниками.
Сначала учился у своего отца, а затем у художника Джона Томаса Барбера Бомонта (1774—1841).
Олкен женился на Марии Гордон 14 октября 1809 года. 22 августа следующего года первый сын пары был крещён. Олкен стал отцом пятерых детей.
Генри Томас Олкен — плодовитый художник, который был довольно известен в своё время в Великобритании, где работал до конца своей жизни в 1851 году. Наиболее активный период в его творчество пришёлся на 1816—1831 год.
Основная тема его живописных и графических работ — традиционный британский спорт, скачки, охота.
Кроме того, иллюстрации, сатирические рисунки и карикатуры художника публиковались на страницах британской прессы.
Олкен умер в 1851 году и похоронен на Хайгейтском кладбище.